# Миронов Лев Миколайович
Лев Микола́йович Миро́нов (рос. Лев Николаевич Миронов; нар. 1896 — пом. ?) — російський піаніст.

## Біографічні відомості
Артист театру «Водевіль», Академічного музичного тріо імені Станіславського. У 1926—1927 роках працював у музичній частині Оперного театру імені К. С. Станіславського.
Член Асоціації камерної музики.
Від 1928 року акомпаніатор Любові Орлової.